# Myostola occidentalis
Genre
Espèce
Synonymes
- Mygale occidentalis Lucas, 1858

Myostola occidentalis, unique représentant du genre Myostola, est une espèce d'araignées mygalomorphes de la famille des Theraphosidae.

## Distribution
Cette espèce se rencontre au Gabon et au Cameroun.

## Publications originales
- Lucas, 1858 : Aptères. Voyage au Gabon: histoire naturelle des insectes et des arachnides recueillis pendant un voyage fait au Gabon en 1856 et en 1857, Archives entomologiques Thomson, vol. 2, p. 373-445.
- Simon, 1903 : Histoire naturelle des araignées, Paris, vol. 2, p. 669-1080 (texte intégral).